# Joshua Zeller
Joshua Zeller (* 19. Oktober 2000 in Johannesburg, Südafrika) ist ein britischer Hürdenläufer, der sich auf den 110-Meter-Hürdenlauf spezialisiert hat.

## Sportliche Laufbahn
Erste internationale Erfahrungen sammelte Joshua Zeller im Jahr 2018, als er bei den U20-Weltmeisterschaften in Tampere mit 13,91 s im Halbfinale über 110 m Hürden ausschied. Im Jahr darauf siegte er in 13,39 s bei den U20-Europameisterschaften in Borås und im selben Jahr begann er ein Studium an der University of Michigan in den Vereinigten Staaten. 2021 gelangte er bei den U23-Europameisterschaften in Tallinn mit 13,76 s auf Rang sechs. Im Jahr darauf erreichte er bei den Weltmeisterschaften in Eugene das Finale und klassierte sich dort mit 13,33 s auf dem fünften Platz, ehe er bei den Commonwealth Games in Birmingham mit 13,39 s auf Rang vier gelangte.

## Persönliche Bestzeiten
- 110 m Hürden: 13,19 s (+1,6 m/s), 15. Mai 2022 in Minneapolis
- 60 m Hürden (Halle): 7,67 s, 26. Februar 2022 in Geneva